# یوفلا (آلاباما)
یوفلا (به انگلیسی: Eufaula) شهری در شهرستان باربر ایالت آلاباما است که مساحت آن ۱۹۰٫۲۹ کیلومتر مربع است و در سرشماری سال ۲۰۱۰ میلادی، ۱۳٬۱۳۷ نفر جمعیت داشته و تراکم جمعیتی آن، ۶۹٫۰۴ نفر در هر کیلومتر مربع بوده است.

## نگارخانه

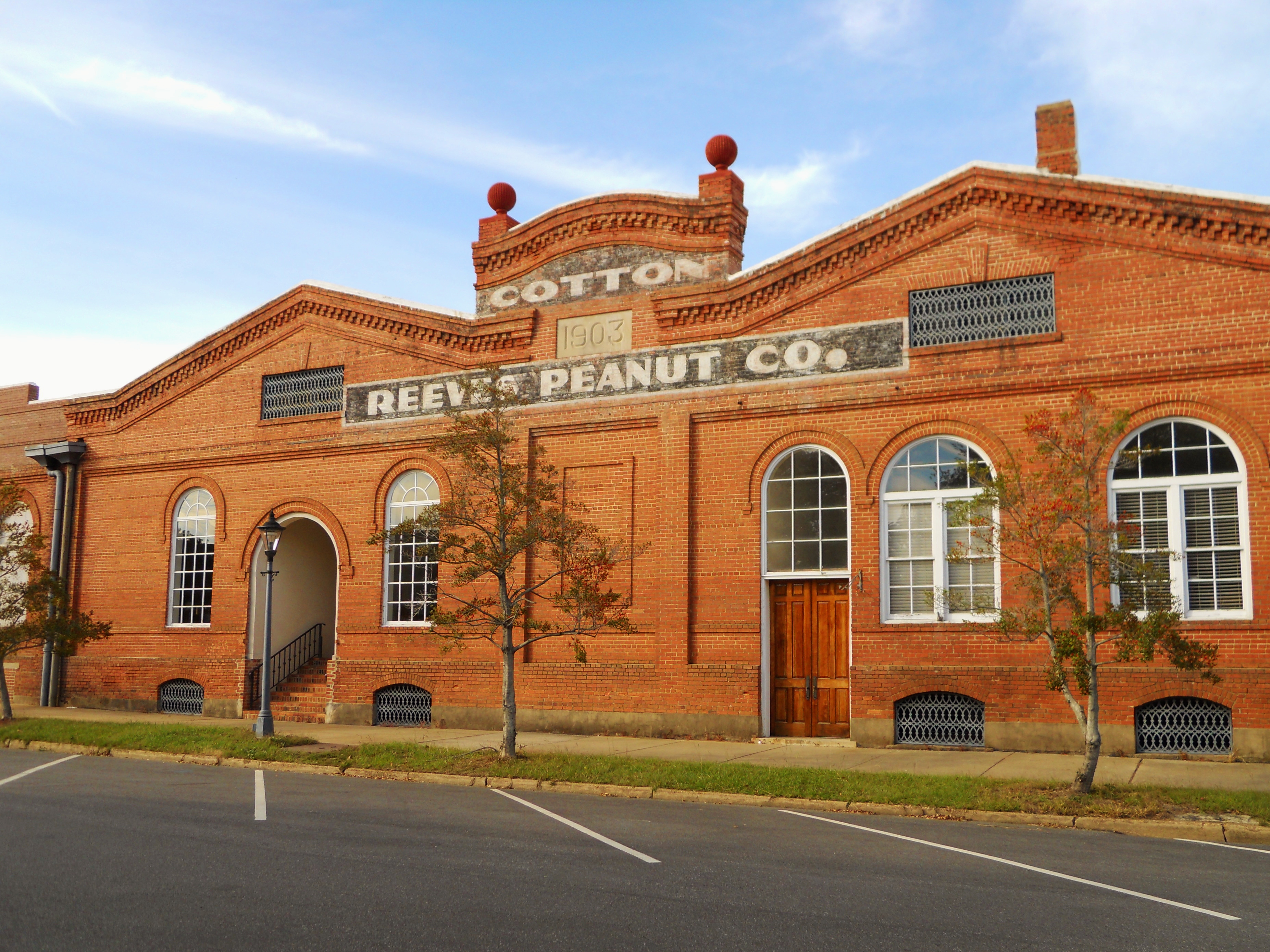
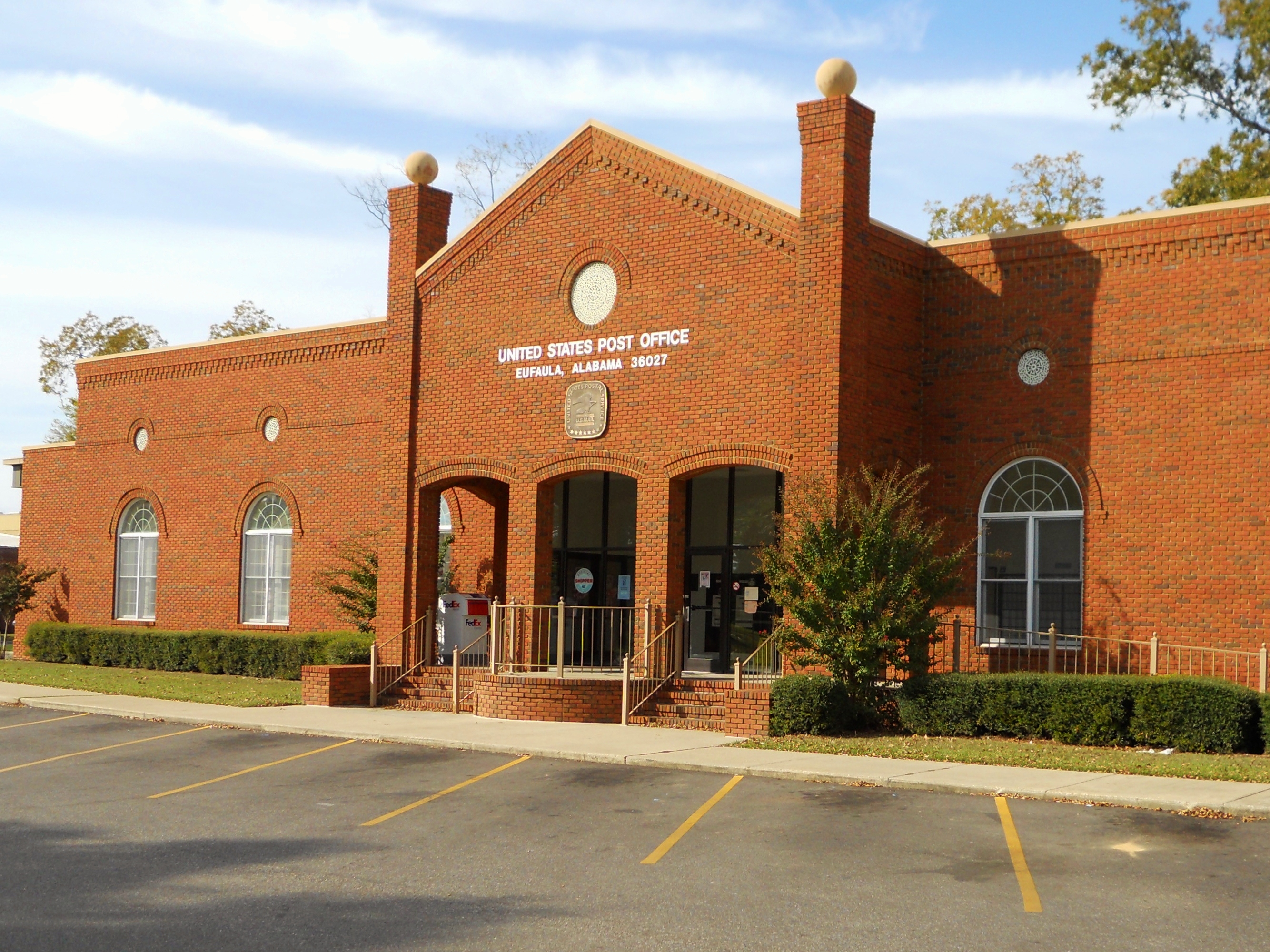
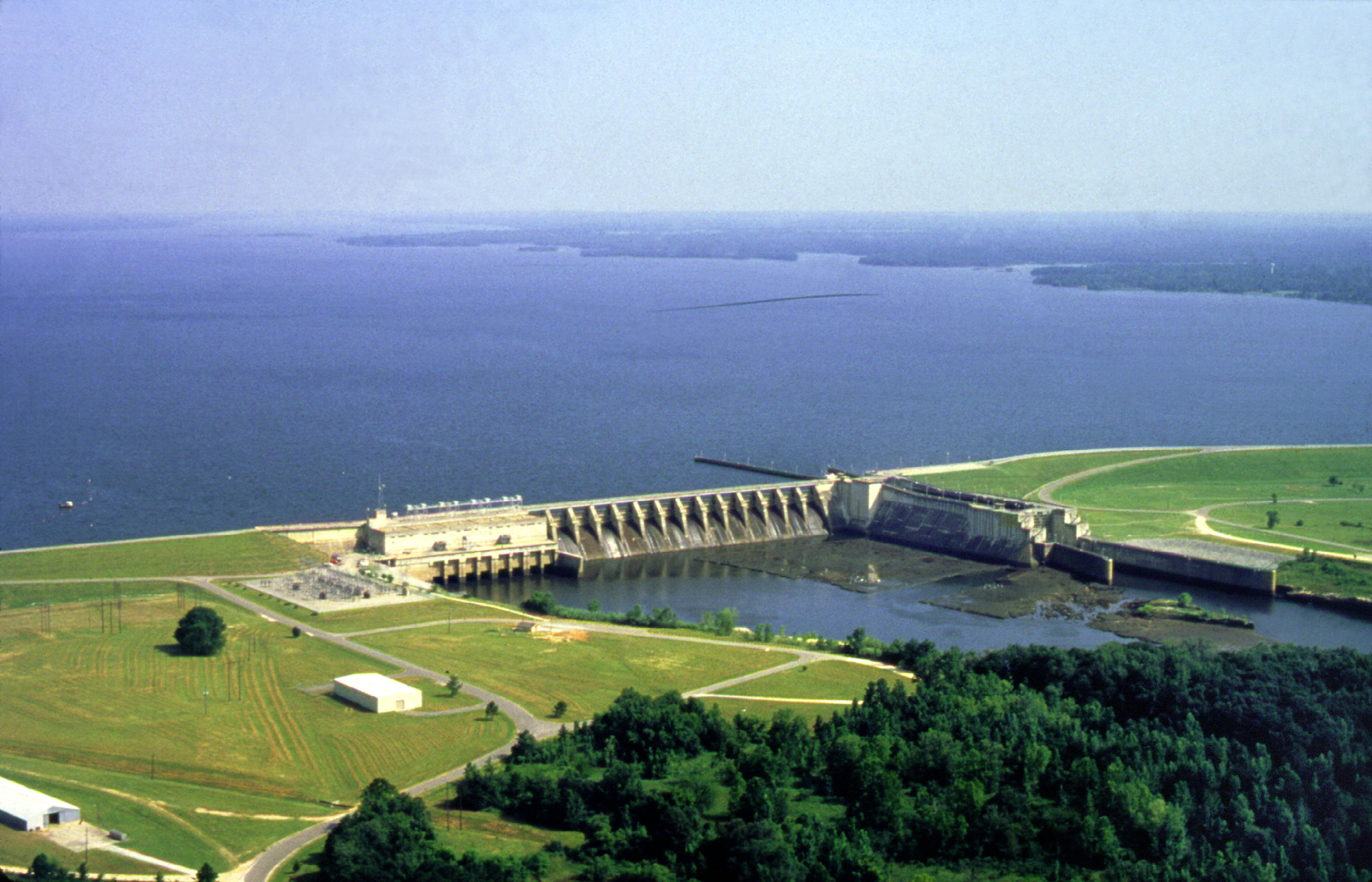
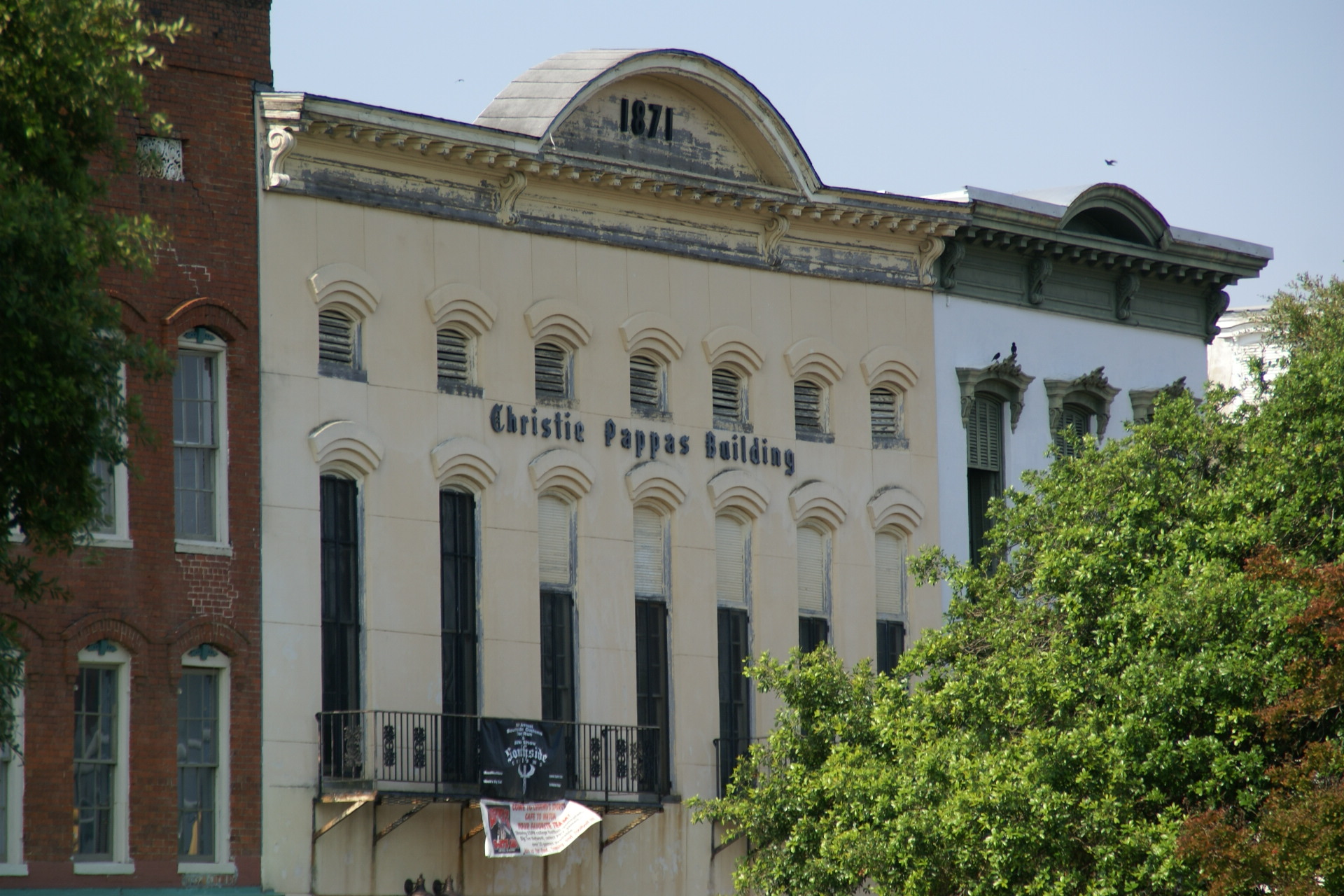
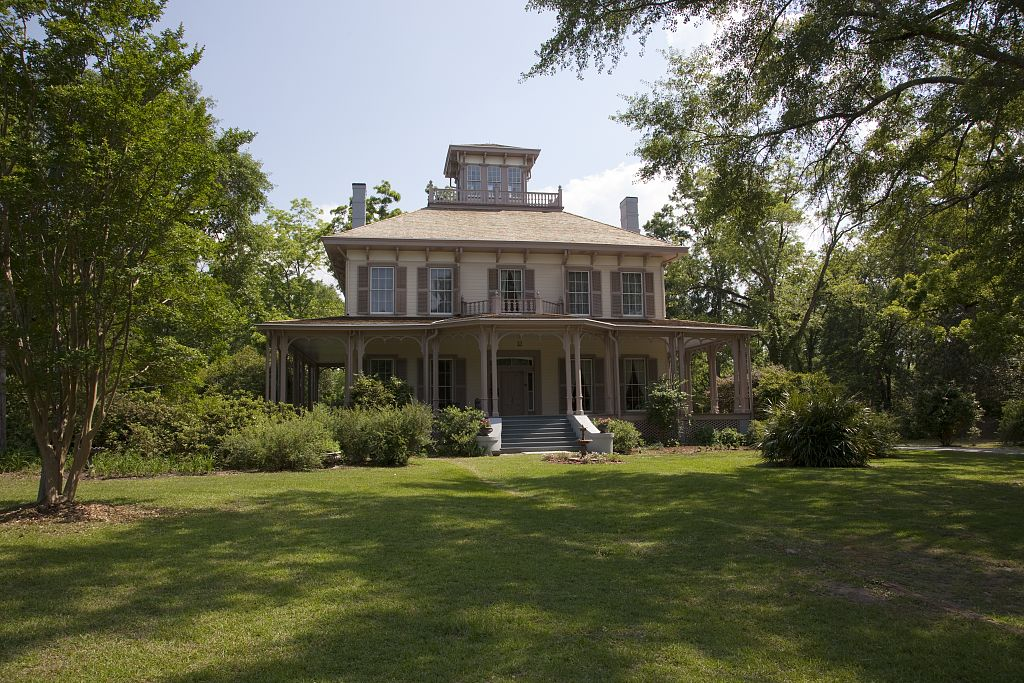
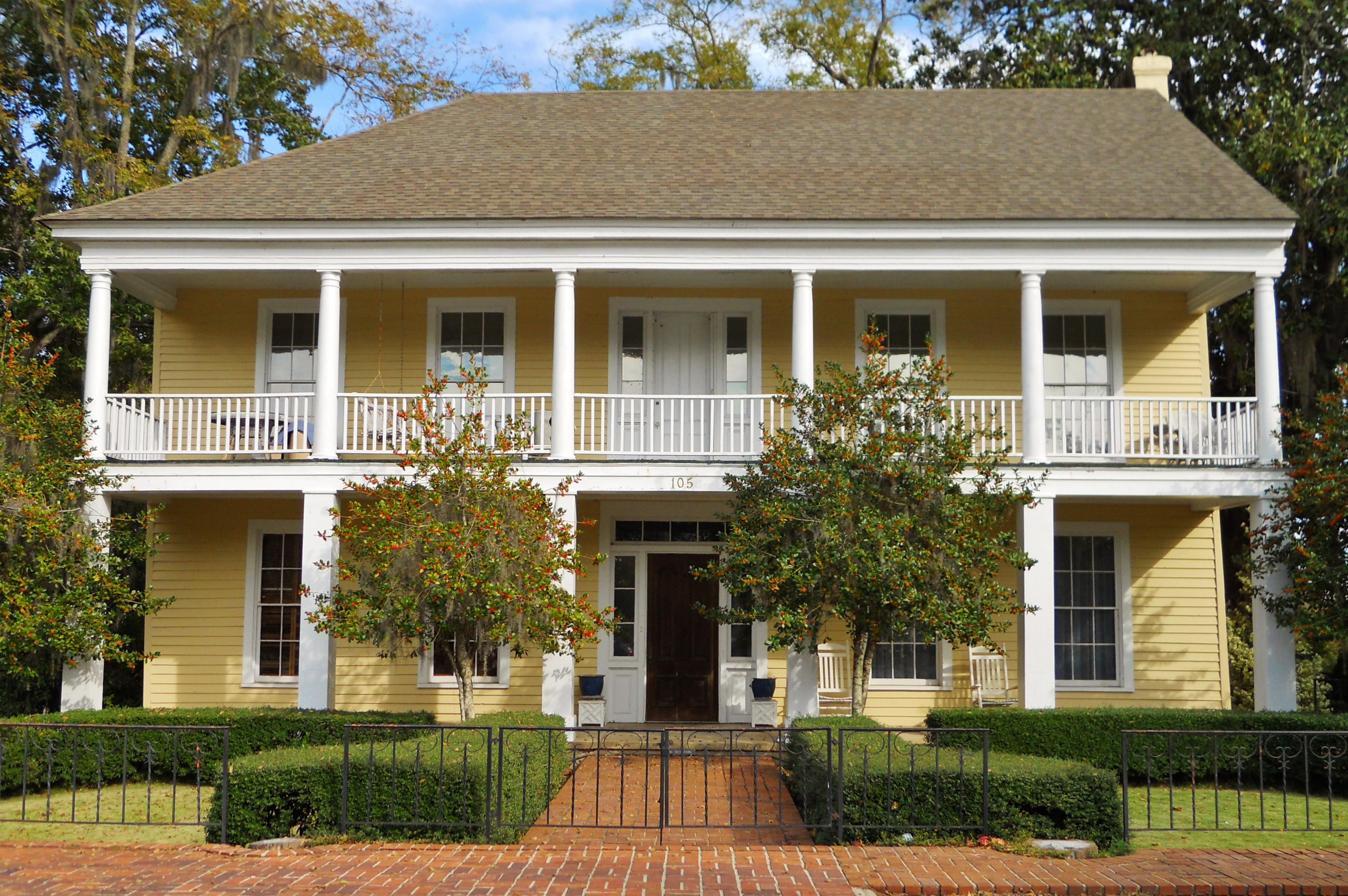
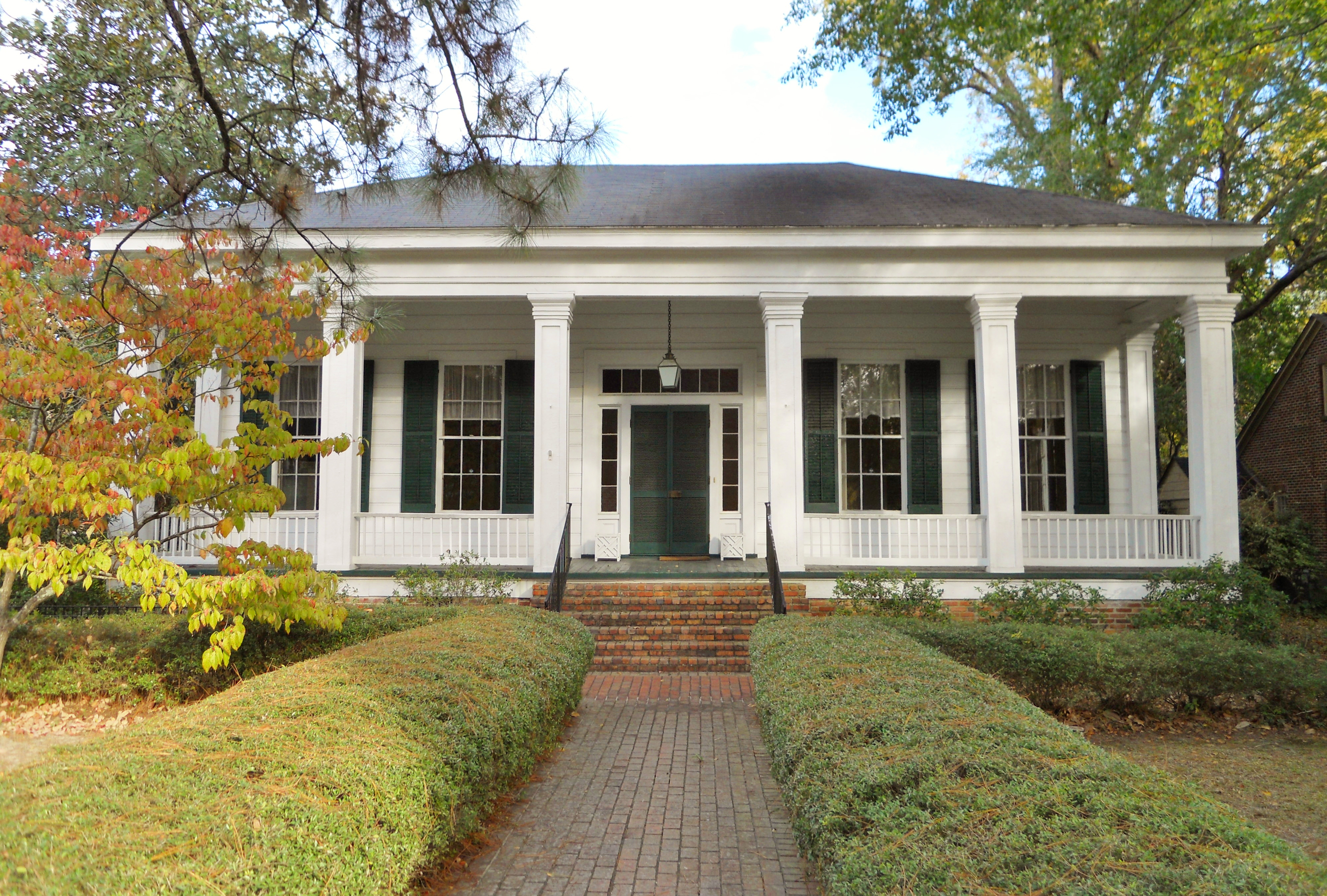
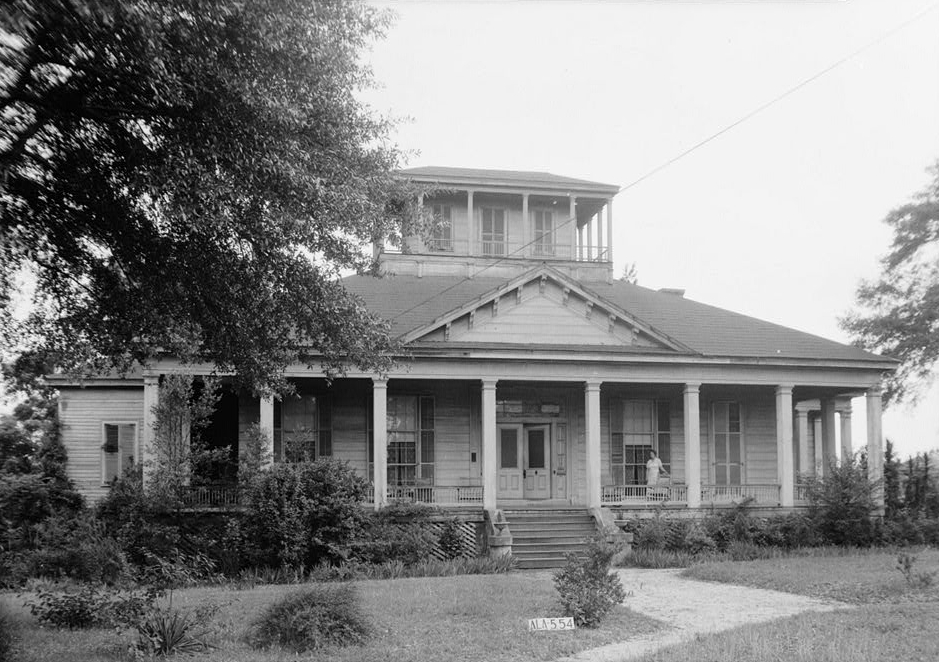
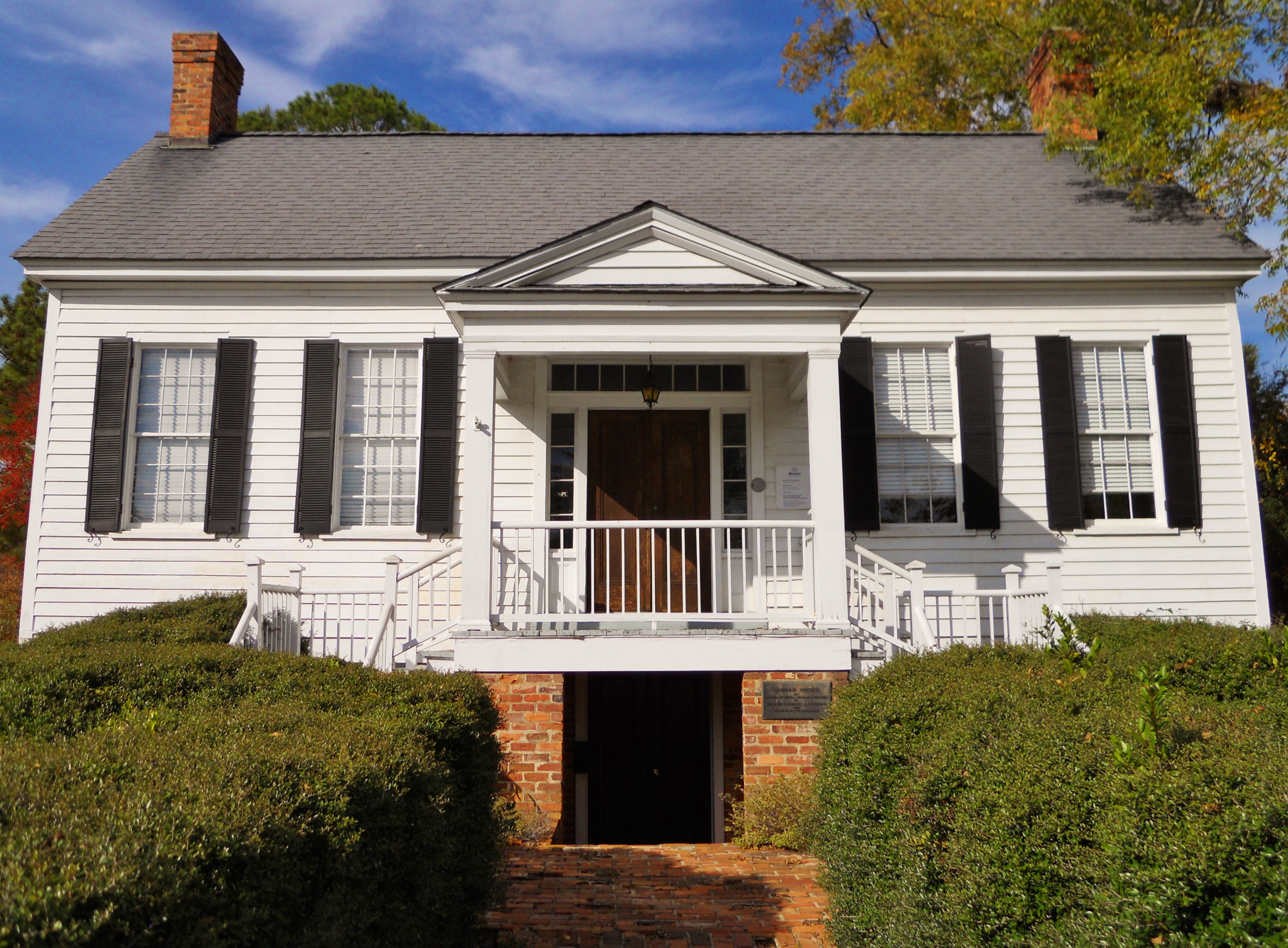
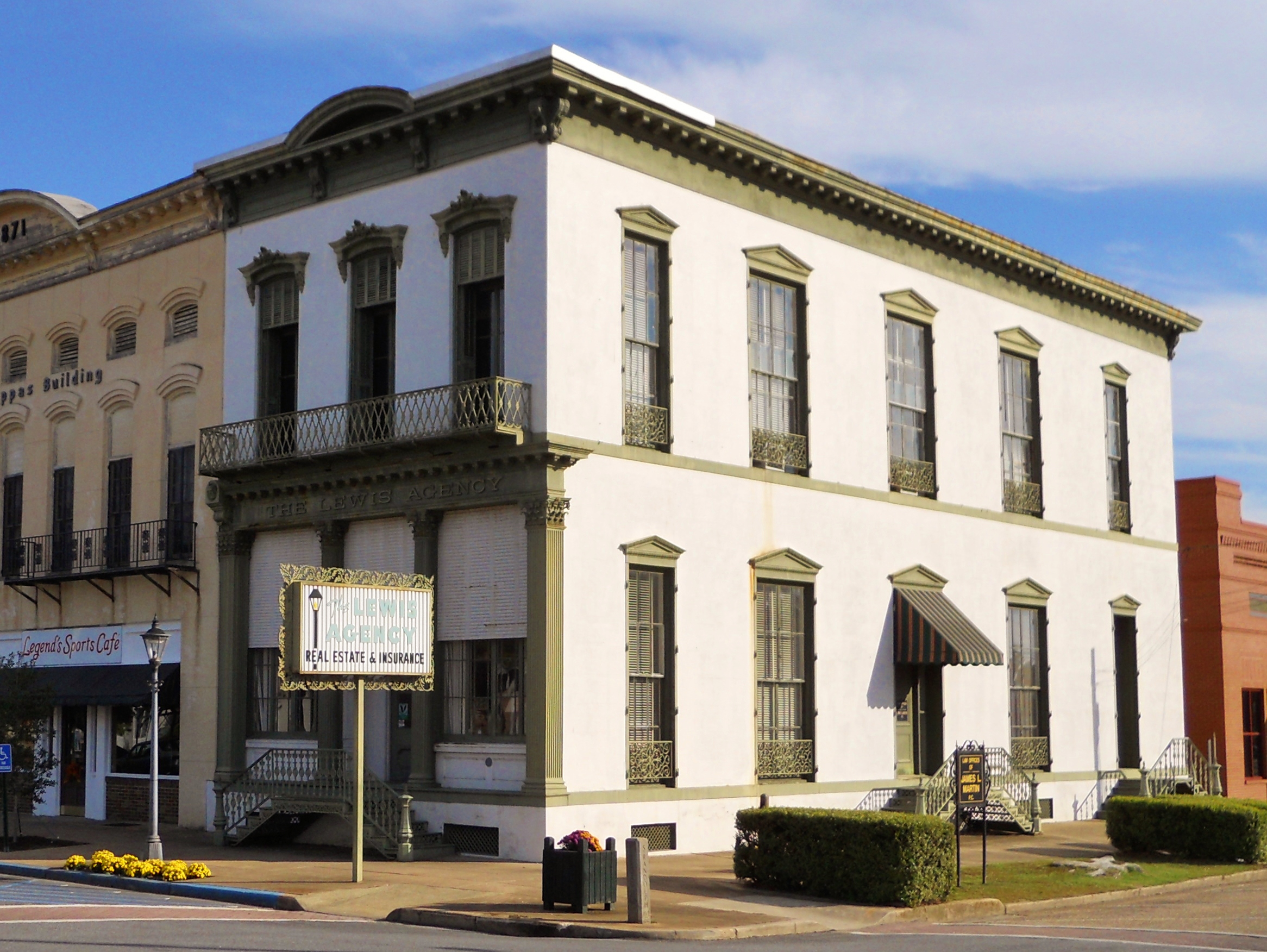
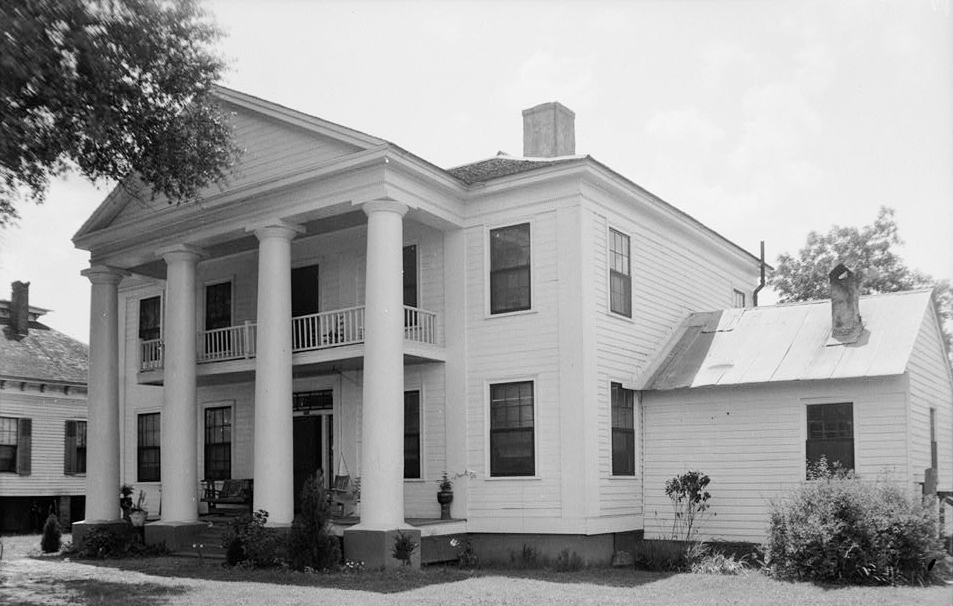
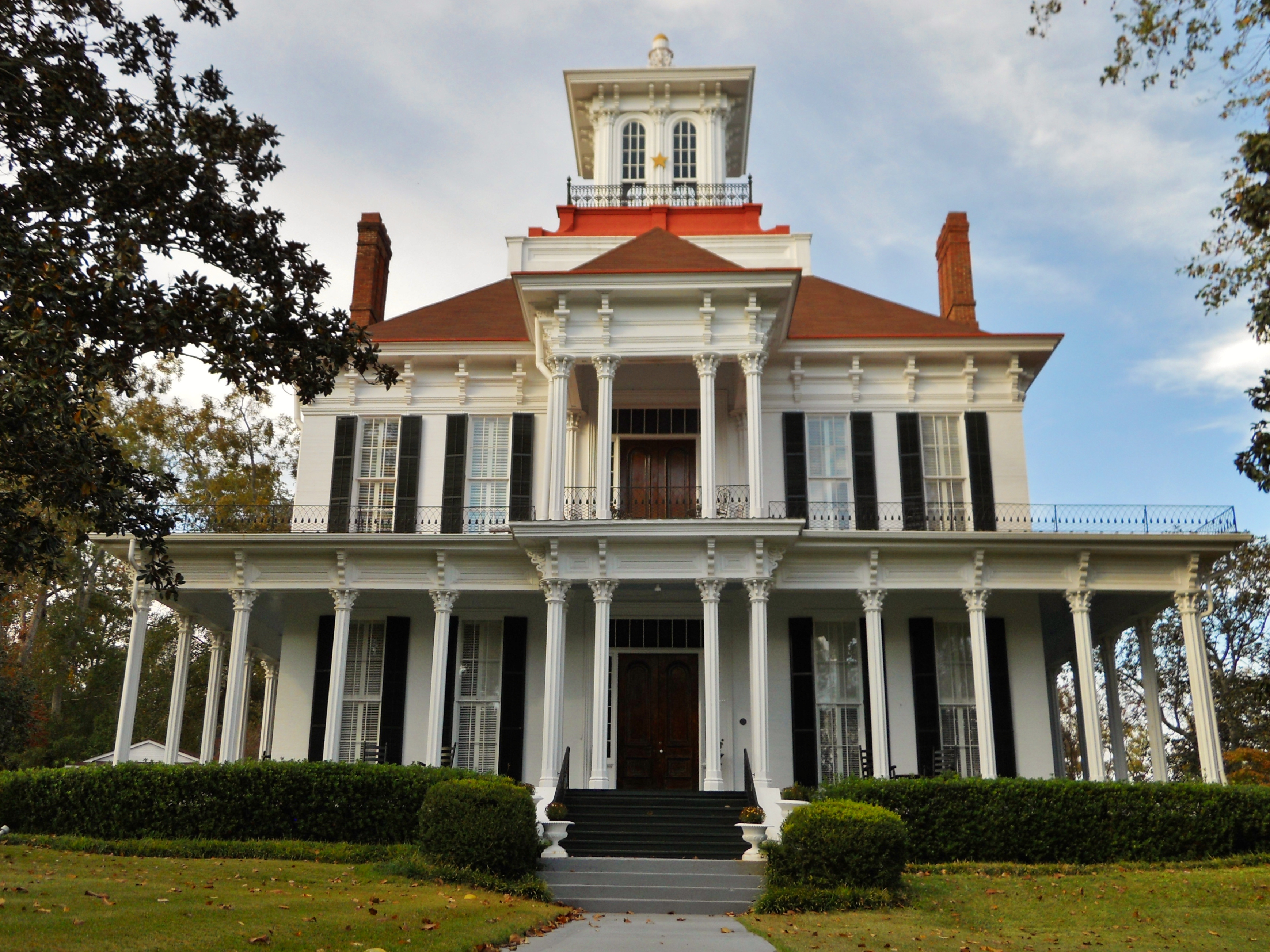
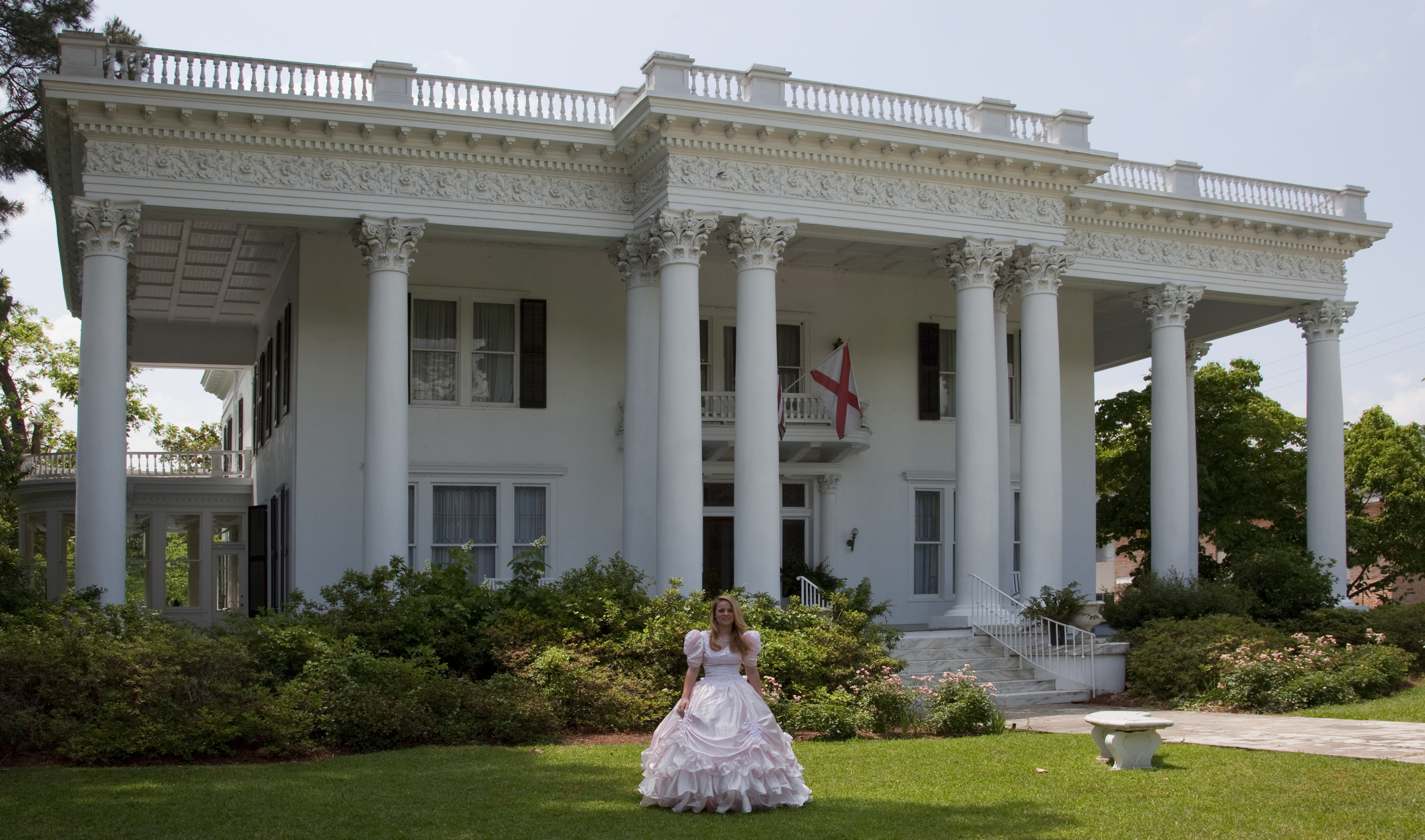
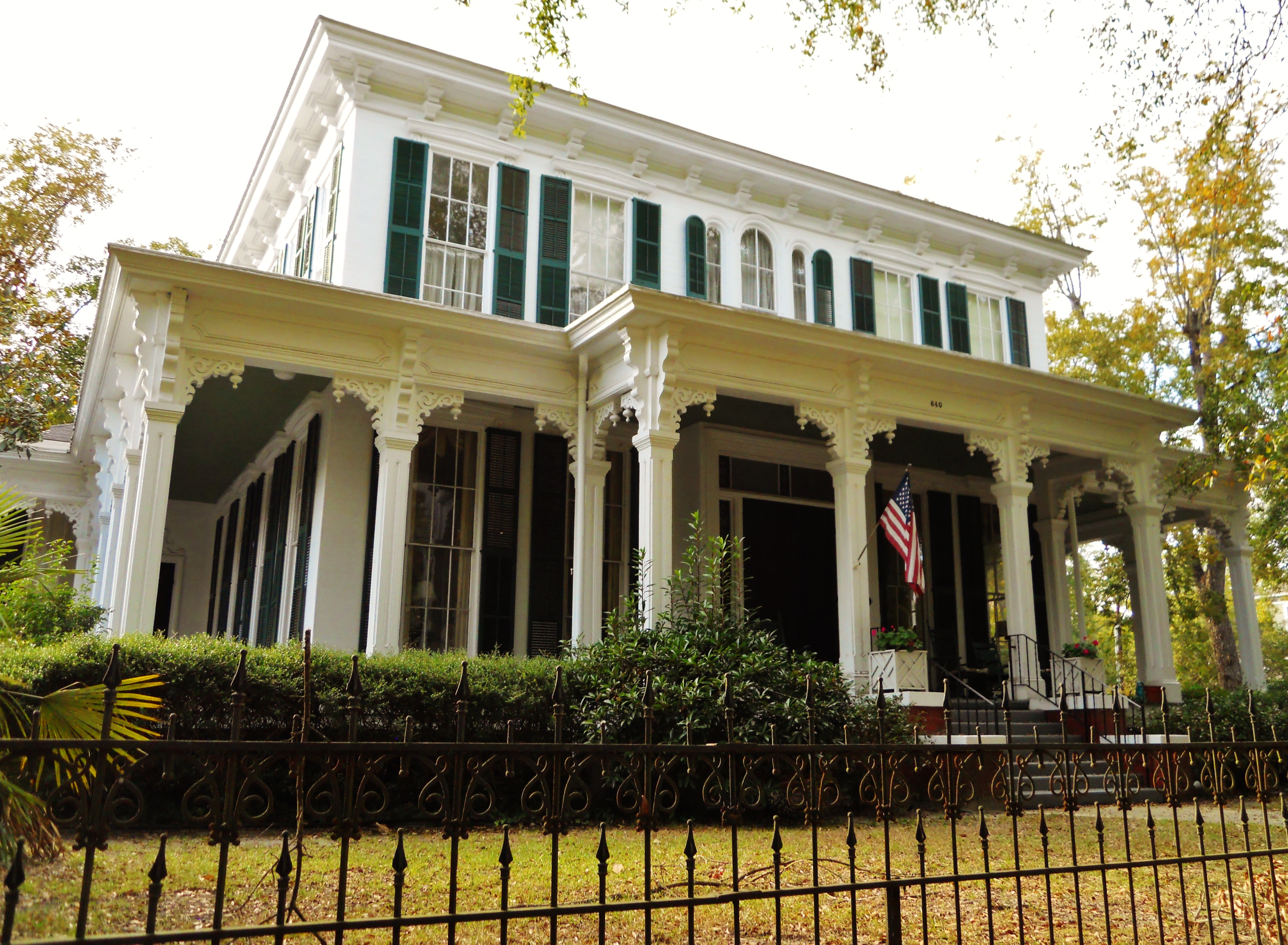
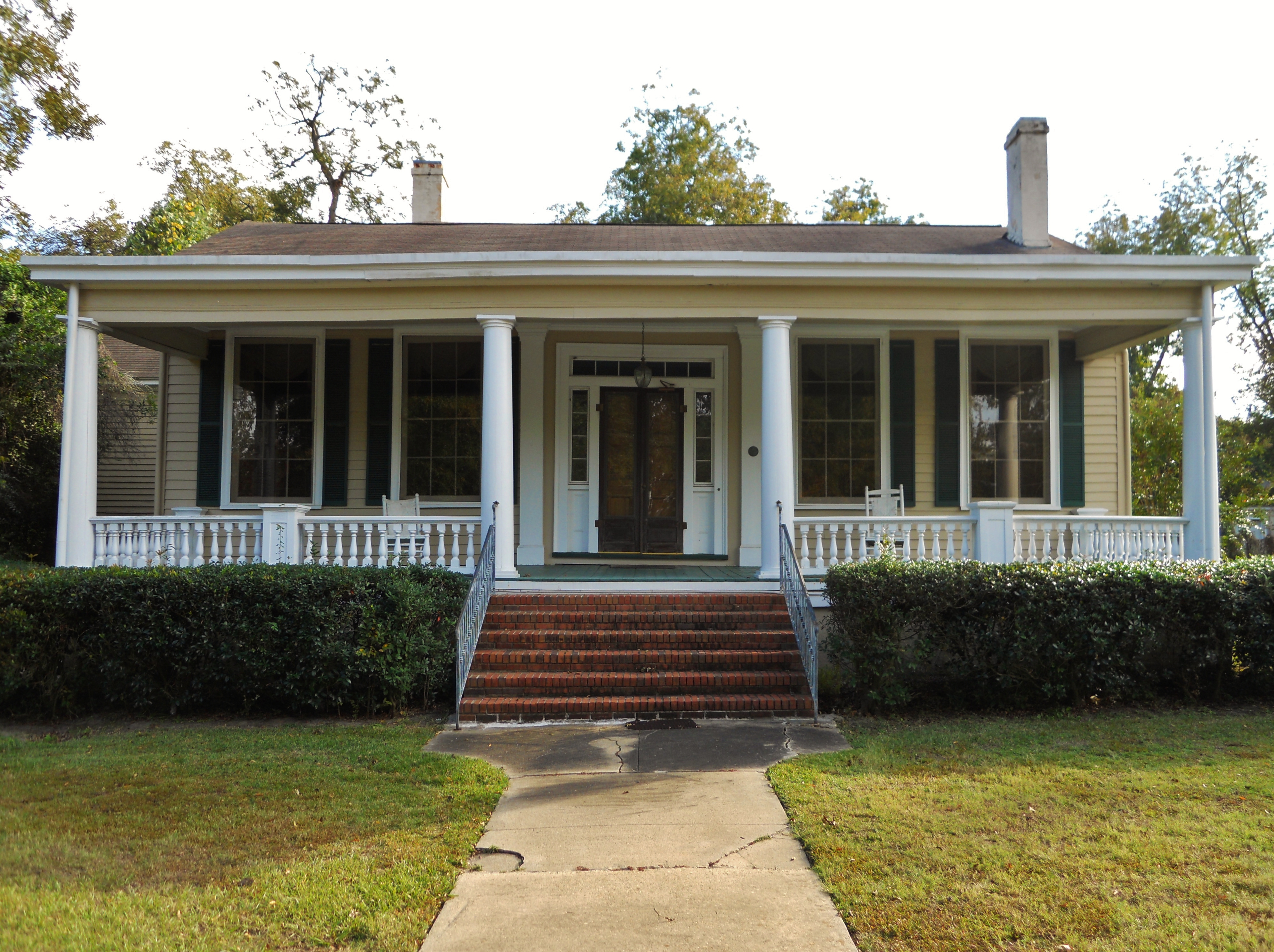
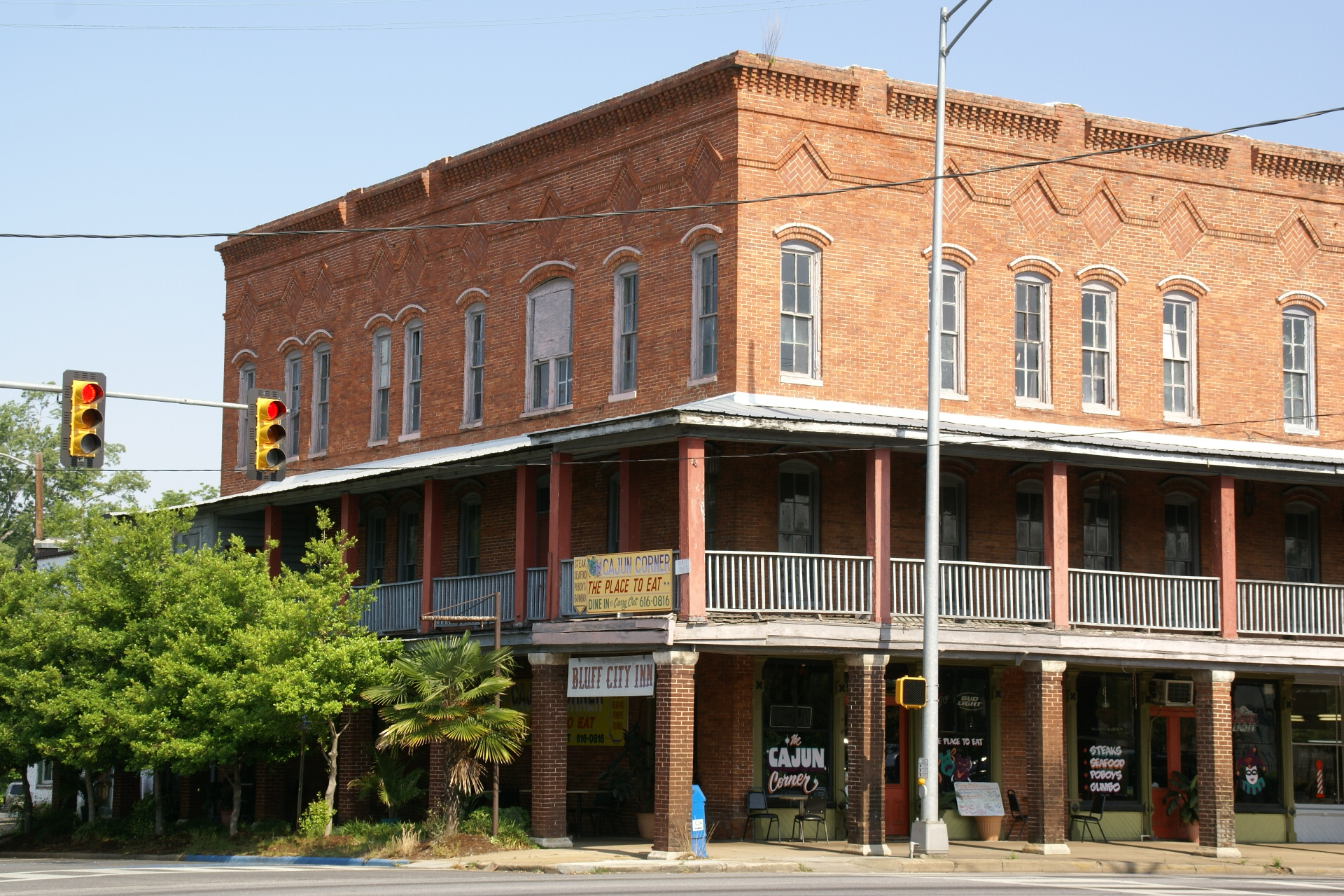
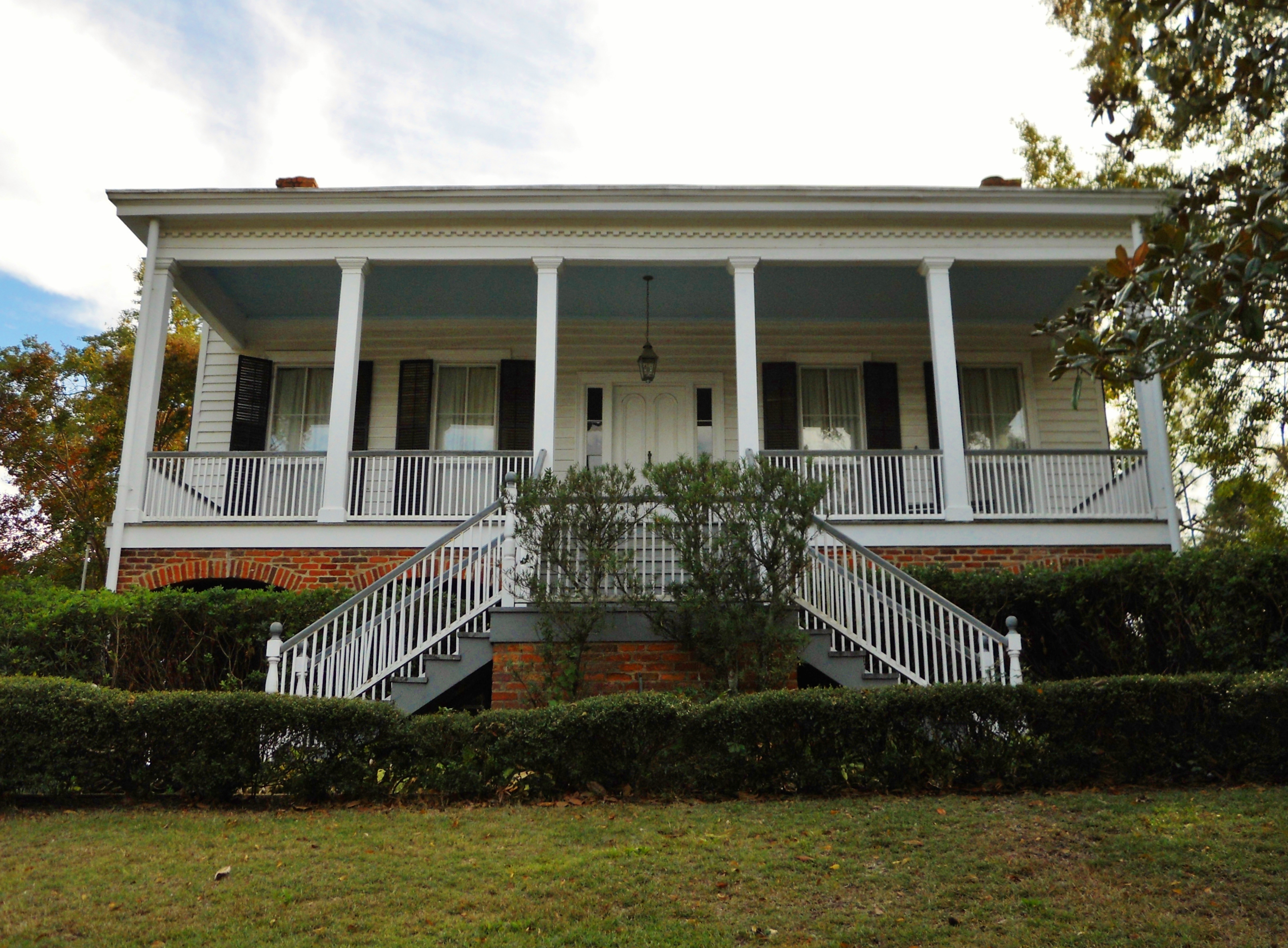
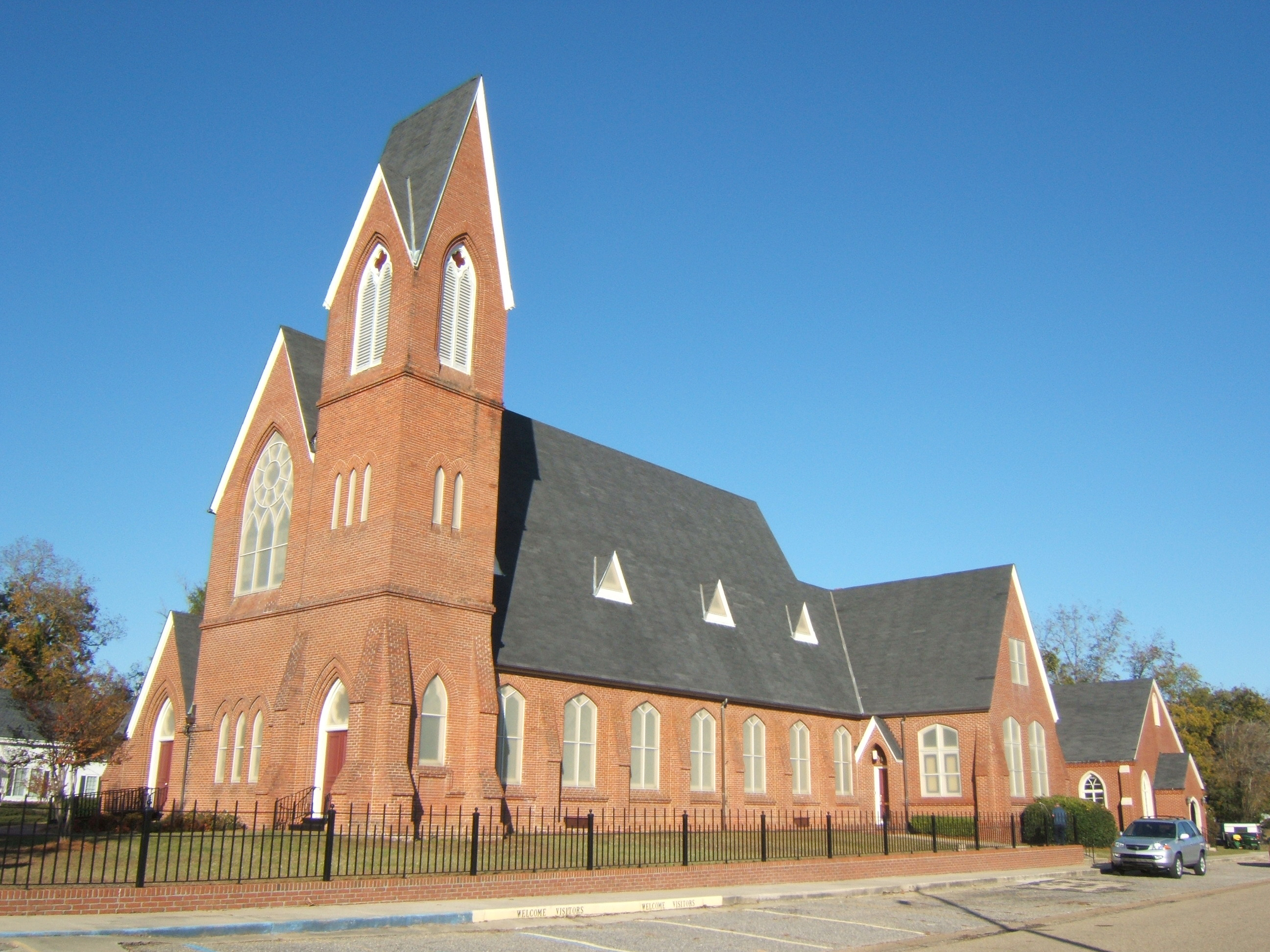
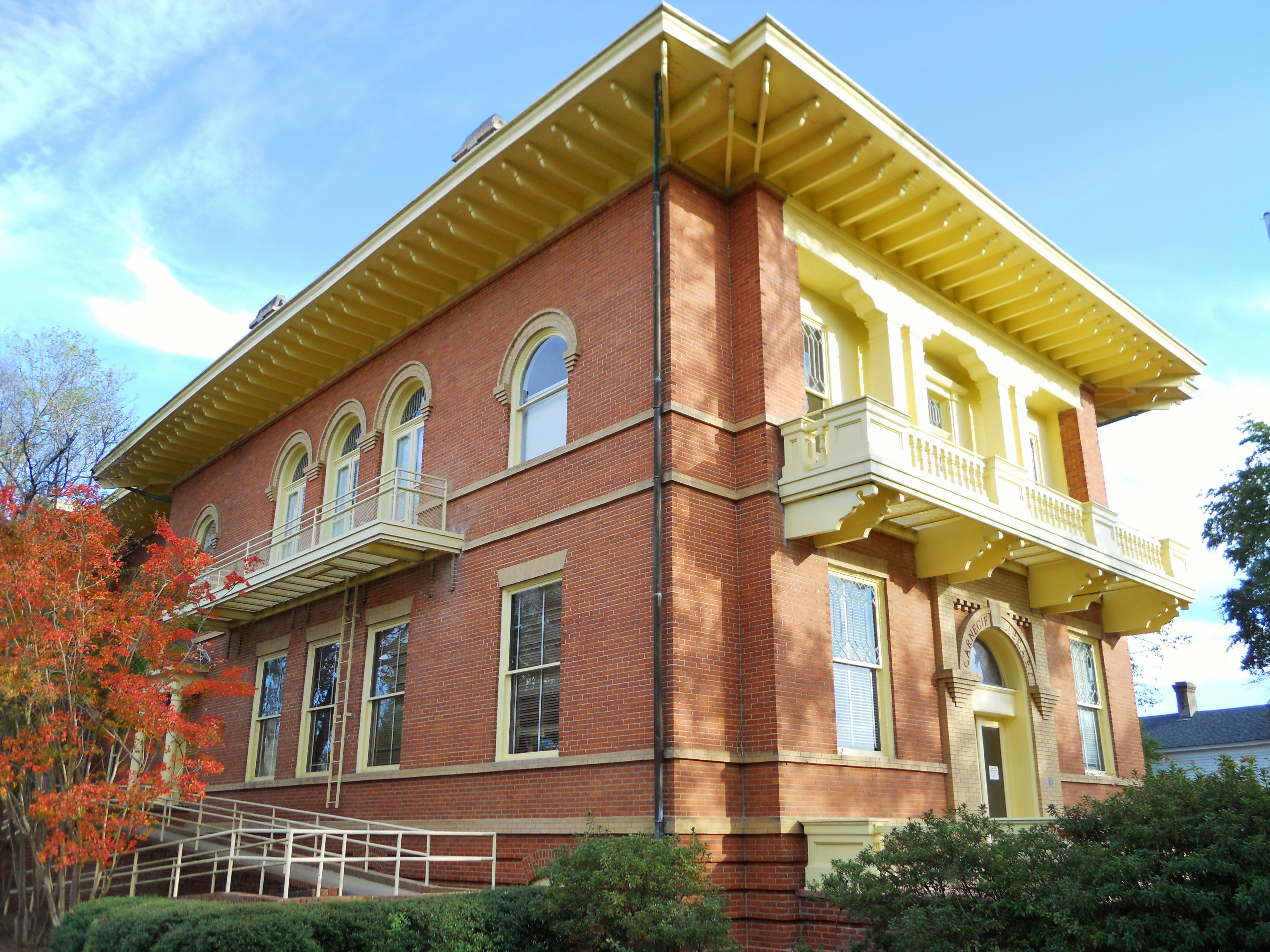
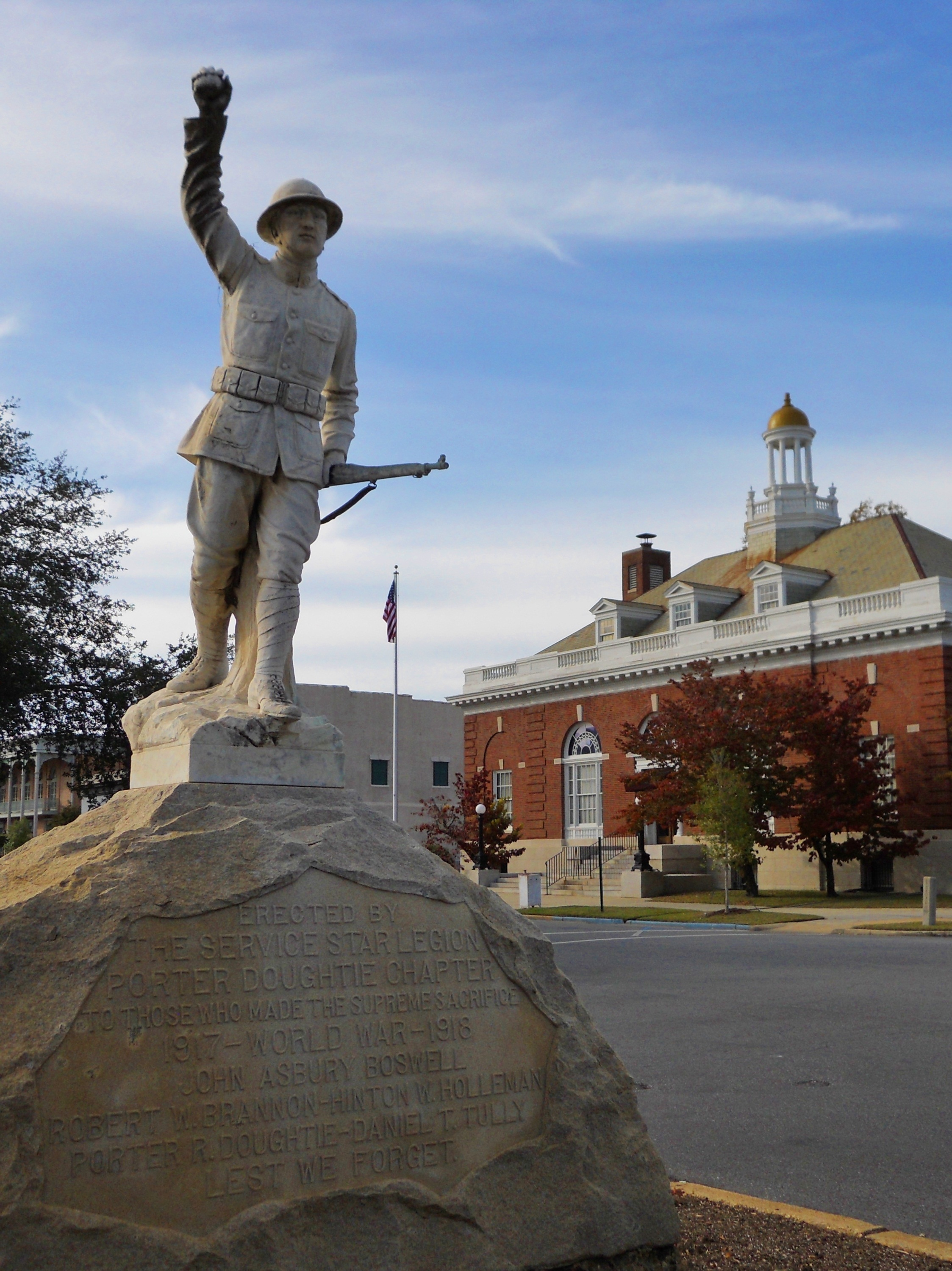